# Hervé de Luze
Hervé de Luze (1949) is een Franse filmmonteur.
De Luze heeft lange samenwerkingen, met regisseurs als Roman Polański, Claude Berri en Alain Resnais waarvoor hij alle, of vele films monteerde. Hij monteerde voor Polański ook een herwerkte versie van zijn deel La Rivière des diamants van de samenwerking van Hiromichi Horikawa, Roman Polański, Ugo Gregoretti, Claude Chabrol en Jean-Luc Godard in Les Plus Belles Escroqueries du monde uit 1964, en monteerde een aparte, langere Franse versie van Tess die echter niet als definitieve versie behouden bleef.
Hervé de Luze werd genomineerd bij de Oscars voor de Academy Award voor beste montage voor The Pianist van Roman Polański uit 2002. Voor zijn montages werd hij niet minder dan negen maal genomineerd voor een César, waarbij hij drie maal laureaat werd, meer bepaald met de César voor beste montage voor On connaît la chanson van Alain Resnais uit 1997, voor Ne le dis à personne van Guillaume Canet uit 2006 en voor The Ghost Writer van Roman Polański uit 2010. Voor The Ghost Writer was hij ook genomineerd voor de montageprijs op de 23e Europese Filmprijzen.

## Filmografie
- 1971: La Ville bidon (of La Décharge)  van Jacques Baratier
- 1981: Le Maître d'école van Claude Berri
- 1982: Deux heures moins le quart avant Jésus-Christ van Jean Yanne
- 1983: Tchao Pantin van Claude Berri
- 1986: Pirates van Roman Polański
- 1986: Jean de Florette van Claude Berri
- 1986: Manon des sources van Claude Berri
- 1987: Jeux d'artifices van Virginie Thévenet
- 1988: Le Complot (of To Kill a Priest) van Agnieszka Holland
- 1990: Uranus van Claude Berri
- 1992: City of Joy (of La Cité de la joie) van Roland Joffé (anoniem)
- 1992: Bitter Moon (of Lunes de fiel) van Roman Polański
- 1993: Germinal van Claude Berri
- 1994: Death and the Maiden (of La Jeune Fille et la Mort) van Roman Polański
- 1995: Le Garçu van Maurice Pialat
- 1997: Lucie Aubrac van Claude Berri
- 1997: Autre chose à foutre qu'aimer van Carole Giacobbi
- 1997: On connaît la chanson van Alain Resnais
- 1998: Zonzon van Laurent Bouhnik
- 1999: Asterix & Obelix tegen Caesar van Claude Zidi
- 1999: The Ninth Gate van Roman Polański
- 1999: La Débandade van Claude Berri
- 2000: Le Goût des autres van Agnès Jaoui
- 2000: Esther Kahn van Arnaud Desplechin
- 2001: Liberté-Oléron van Bruno Podalydès
- 2002: The Pianist van Roman Polański
- 2002: 24 Heures de la vie d'une femme van Laurent Bouhnik
- 2003: Corps à corps van François Hanss
- 2003: Le Mystère de la chambre jaune van Bruno Podalydès
- 2003: Pas sur la bouche van Alain Resnais
- 2004: Bienvenue en Suisse van Léa Fazer
- 2004: Les Sœurs fâchées van Léa Fazer
- 2005: Oliver Twist van Roman Polański
- 2006: Cœurs van Alain Resnais
- 2006: Ne le dis à personne van Guillaume Canet
- 2007: L'invité van Laurent Bouhnik
- 2007: Whatever Lola Wants van Nabil Ayouch
- 2009: Staten Island (of Little New York) van James DeMonaco
- 2009: Les Herbes folles van Alain Resnais
- 2010: The Ghost Writer van Roman Polański
- 2010: Les Petits Mouchoirs van Guillaume Canet
- 2011: Carnage de Roman Polański
- 2011: Impardonnables van André Téchiné
- 2012: Vous n'avez encore rien vu van Alain Resnais
- 2013: La Vénus à la fourrure van Roman Polański
- 2013: Syngué sabour. Pierre de patience van Atiq Rahimi
- 2013: Blood Ties van Guillaume Canet
- 2014: Aimer, boire et chanter van Alain Resnais
- 2015: Le Tout Nouveau Testament van Jaco Van Dormael
- 2015: Kickback van Franck Phelizon